# VfB Fichte Bielefeld
Der VfB Fichte Bielefeld (vollständiger Name: Verein für Bewegungsspiele Fichte Bielefeld e. V.) ist ein Sportverein aus Bielefeld. Der Verein entstand am 1. Juli 1999 durch Fusion der Vereine VfB 03 Bielefeld und SpVgg Fichte Bielefeld und bietet die Sportarten Fußball, Handball, Judo, Leichtathletik, Tischtennis, Tennis, Turnen sowie „Freizeit & Fitness“. Die Vereinsfarben sind rot, schwarz und grün.
Bekannt wurde der Verein durch seine Fußballabteilung. Die erste Mannschaft spielt seit dem Aufstieg im Jahre 2025 in der achtklassigen Bezirksliga. Zwischen 2001 und 2006 war der Verein Mitglied der Oberliga Westfalen und nahm einmal am DFB-Pokal teil. Der Stammverein VfB 03 Bielefeld war 1931 Westdeutscher Vizemeister und nahm an der Endrunde um die deutsche Meisterschaft teil. Dagegen spielten die Fußballer der SpVgg Fichte 20 Jahre lang in der höchsten westfälischen Amateurliga.
Die Spieler des VfB Fichte sind als die „Roten“ oder die „Hüpker“ bekannt. Das Wort „Hüpker“ kommt aus den plattdeutschen und bezeichnet junge Fußballspieler („junge Hüpfer“), die durch eine Gasse liefen und hüpften, um den Sportplatz zu erreichen.

## Die Stammvereine

### VfB 03 Bielefeld

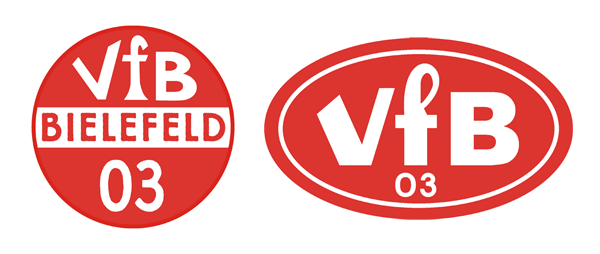
Historische Vereinswappen des VfB 03 Bielefeld

Am 3. März 1903 wurde der Bielefelder SK Cheruskia gegründet, der 1907 seinen Namen in VfB 03 Bielefeld änderte. Gleichzeitig nahm der Verein erstmals am Ligenspielbetrieb teil und wurde 1915 Bezirksmeister und -pokalsieger. Nach Kriegsende spielte der VfB mit unterschiedlichem Erfolg in der erstklassigen Bezirksklasse bzw. Bezirksliga Westfalen, die zu dieser Zeit von der Arminia dominiert wurde. Erst 1928 wurden die „Hüpker“ Gruppensieger, verloren aber das Finale um die Westfalenmeisterschaft gegen Borussia Rheine. Nun begann die erfolgreichste Zeit des Vereins. 1930 wurde der VfB Westfalenmeister und verpasste die Qualifikation zur Endrunde der Westdeutschen Meisterschaft nur knapp. Ein Jahr später war die Mannschaft erfolgreicher. In der Endrunde wurde der VfB Vizemeister.
In der Endrunde um die deutsche Meisterschaft verlor der VfB im Achtelfinale gegen den späteren Meister Hertha BSC. 1933 verpasste der VfB die Qualifikation für die neu eingeführte Gauliga Westfalen. Erst 1939 gelang der Sprung in die Gauliga, wo die „Hüpker“ in der Aufstiegssaison durch ein 3:1 gegen Schalke 04 für Furore sorgten. Ein Jahr später wurden die „Roten“ sogar Dritter. Danach ging es sportlich bergab und der VfB stieg 1942 ab. Am 25. Juli 1943 ging der VfB 03 mit dem DSC Arminia eine Kriegsspielgemeinschaft (KSG) ein. Der so genannte „Bielefelder Fußballrest“ war jedoch chancenlos und beendete die Gauligasaison 1943/44 auf dem letzten Platz. Abseits des Fußballplatzes arrangierte sich der VfB 03 mit dem Nationalsozialismus. So wurden bereits im Jahre 1935 Schilder an der VfB-Kampfbahn aufgehängt, nachdem Juden hier unerwünscht seien.
Nach dem Ende des Zweiten Weltkrieges verpassten die „Hüpker“ 1947 die Qualifikation zur Oberliga West. 1949 schafften die „Roten“ die Qualifikation für die II. Division West nicht und rutschten erstmals in die Drittklassigkeit ab. Ein Jahr später stiegen die „Hüpker“ als westfälischer Vizemeister in die II. Division auf. Bereits nach zwei Jahren musste die Mannschaft wieder abstiegen. 1953 später wurde der VfB Westfalenmeister und erreichte bei der deutschen Amateurmeisterschaft das Halbfinale, wo der VfB gegen den Homberger SV ausschied. 1955 wurden die „Hüpker“ westfälischer Vizemeister und schaffte den Aufstieg in die II. Division West. Nach nur einer Saison folgte der sofortige Wiederabstieg. 1962 stieg die Arminia in die II. Division West auf, womit sich die Wege beider Vereine bis heute trennten. 1972 wurden die „Roten“ erneut Westfalenmeister, belegten in der Aufstiegsrunde zur Regionalliga West aber nur den letzten Platz.
1976 stieg der VfB erstmals in die Viertklassigkeit ab. Durch die Einführung der Oberliga Westfalen im Jahre 1978 war der VfB erstmals nur noch fünftklassig. 1980 qualifizierten sich die Bielefelder wieder für den DFB-Pokal und unterlagen in der ersten Runde gegen den VfB Friedrichshafen. mit 1:3. In den letzten Jahren seiner Existenz wurden die „Hüpker“ zu einer Fahrstuhlmannschaft, die zwischen 1987 und 1990 bis in die Bezirksliga abstürzte. In der letzten Spielzeit vor der Fusion war der VfB 03 in der Verbandsliga am Ball.

### SpVgg Fichte 06/07

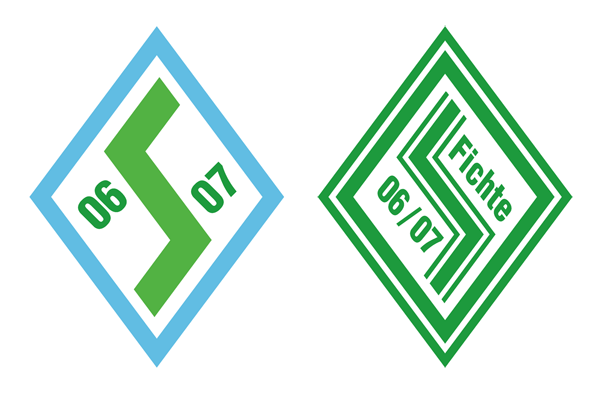
Historische Vereinswappen der SpVgg Fichte 06/07

Die SpVgg Fichte 06/07 entstand aus einer Reihe von Vereinsfusionen. Im Jahre 1921 schlossen sich die Vereine SC Concordia 1906 und SV Teutonia 1911 zum Spielverein 06 zusammen. 1925 fusionierte dieser mit dem 1. BSC Eintracht 1907 zur Bielefelder SpVgg. Ein Jahr später schloss sich der Sportverein Sieker der Spielvereinigung an. Parallel dazu existierte der Arbeiterverein FTSV Fichte Bielefeld, der 1933 von den Nationalsozialisten verboten wurde. Im Jahre 1945 schlossen sich die Spielvereinigung 06/07 und die wieder gegründete FTSV Fichte zur Spielvereinigung Fichte 06/07 zusammen. Andere Quellen sprechen von 1947 als Jahr der Fusion.
Die Spielvereinigung 06/07 schaffte 1928 und 1930 den Aufstieg in die zweitklassige Bezirksliga Westfalen, Gruppe Ost und belegte dort in der Regel Plätze im Mittelfeld. 1937 stieg die Mannschaft aus der Bezirksliga Ostwestfalen ab. Nach dem Zweiten Weltkrieg schaffte Fichte 1954 den Aufstieg in die Landesliga, damals die höchste Amateurliga in Westfalen. Das Gastspiel dauerte jedoch nur ein Jahr. 1958 folgte der Wiederaufstieg und die Mannschaft konnte sich sechs Jahre lang in der Verbandsliga halten. 1975 stieg Fichte sogar in die Bezirksliga ab, aus der die Mannschaft nach zwei Jahren wieder Aufstieg. Nach zwei weiteren Jahren stieg Fichte wieder in die Verbandsliga auf. Nach dem Abstieg 1985 dauerte es bis 1990, ehe der dritte Verbandsligaaufstieg perfekt gemacht wurde. Der Verein wurde wie der VfB 03 zur Fahrstuhlmannschaft. 1995 stieg die Mannschaft in die Landesliga ab und 1997 wieder auf.

Stammbaum des VfB Fichte Bielefeld

### Fusion
Bereits im Jahre 1967 diskutierten beide Vereine über eine Fusion, da sich beide Vereine aufgrund der räumlichen Nähe gegenseitig die Sponsoren wegnahmen. Mit 1. Bielefelder Sport-Vereinigung war auch schon ein Name für den Fusionsverein gefunden. Jedoch scheiterten die Gespräche. Auf Anregung des VfB-Vorsitzenden Walter Goldmann und Fichtes Abteilungsleiter für Fußball Berndhard Geldmeier wurden 1998 neue Verhandlungen über einen Zusammenschluss aufgenommen. Ziele waren die Stellung einer schlagkräftigen Fußballmannschaft, Erhöhung der Werbeeinnahmen und die Beendigung der jahrzehntelangen Rivalität zwischen beiden Vereinen.
Während beim VfB 03 die Mitglieder sofort für die Fusion stimmten, hatten die Befürworter der Fusion bei der SpVgg Fichte mehr Überzeugungsarbeit zu leisten. Fichte hatte seinerzeit mehr Mitglieder und Abteilungen. Erst im zweiten Anlauf stimmte auch Fichte der Fusion zu. Beide Vereine gingen schuldenfrei in den Zusammenschluss.

## Geschichte des VfB Fichte

### In die Oberliga und zurück (1999 bis 2007)

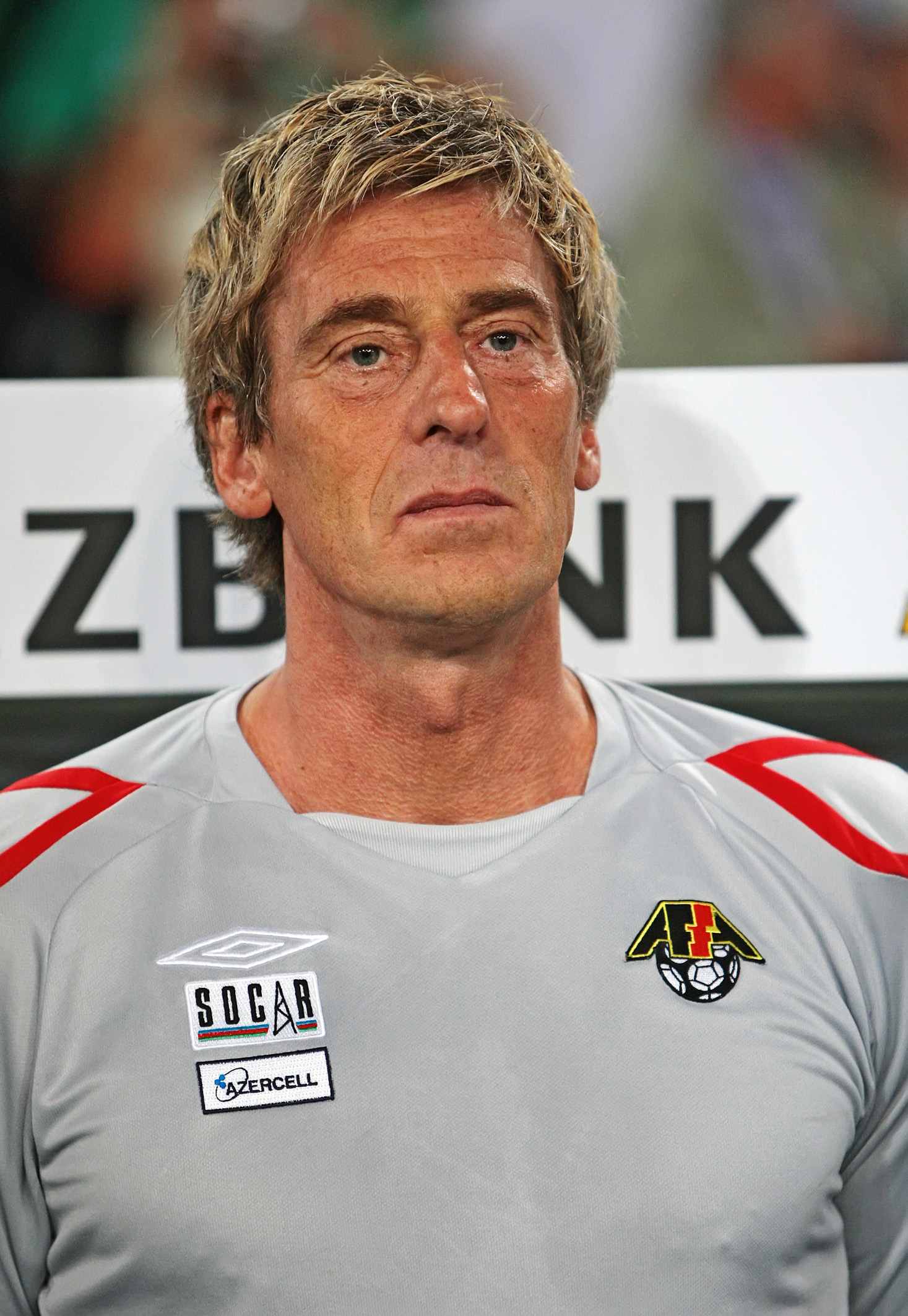
Uli Stein hütete in der Saison 2003/04 dreimal das Tor der „Hüpker“

Der neue Verein startete holprig in seine Existenz. Vor allem die Trainersuche sorgte für Streit. Zwar wurde über eine externe Lösung debattiert, ehe der VfB-03-Trainer Mario Ermisch den Zuschlag erhielt. Der VfB Fichte spielte in der Saison 1999/2000 in der Verbandsliga Westfalen, wo beide Stammvereine in der Vorsaison bereits spielten. Zunächst gewann der Verein in den Jahren 1999 und 2000 jeweils die Bielefelder Hallenstadtmeisterschaft, bevor die von Mario Ermisch trainierte Mannschaft im Jahre 2001 mit dem Aufstieg in die Oberliga Westfalen den ersten Erfolg auf dem Feld erzielen konnte.
Nach zwei Platzierungen im Mittelfeld der Tabelle wurde die Saison 2003/04 zur erfolgreichsten Spielzeit nach der Fusion. Im Dezember 2003 sorgte der Verein bundesweit für Schlagzeilen, als er für drei Spiele den ehemaligen Nationaltorwart Uli Stein verpflichtete, nachdem sich zwei Torhüter verletzt hatten. Rund 2000 Zuschauer und zwei Kamerateams verfolgten Steins Debüt für die „Hüpker“. Lange Zeit belegte die Mannschaft den zweiten Platz und hatte die Möglichkeit, in die Regionalliga aufzusteigen. Am vorletzten Spieltag unterlagen die „Hüpker“ jedoch Arminia Bielefeld II mit 0:2 und der VfB Fichte wurde letztendlich Vierter.
Trainer Ermisch verließ daraufhin den Verein in Richtung SC Verl, während Jörg Weber das Traineramt übernahm. Nach der Saison 2005/06 stieg die Mannschaft unter Trainer Sven Moning wieder in die Verbandsliga ab. Ein Jahr später folgte der freiwillige Rückzug in die Landesliga, nachdem der in der Chemiebranche tätige Hauptsponsor Rainer Goldmann seinen Rückzug angekündigt hatte.

### Fahrstuhljahre (2007 bis 2016)
Im Jahr 2008 zog der VfB Fichte als erste Bielefelder Mannschaft seit 1991 in das Finale des Westfalenpokals ein. Im Halbfinale setzten sich die „Hüpker“ mit 6:5 im Elfmeterschießen gegen den Delbrücker SC durch. Im Endspiel trat die Mannschaft am 11. Mai 2008 bei Preußen Münster an und verlor mit 0:3 nach Verlängerung. Die erfolgreiche Mannschaft bestand zu 90 Prozent aus Spielern, die bereits in der Jugend des VfB Fichte aktiv waren. Mit dem Finaleinzug konnte sich der Verein die Teilnahme an der Hauptrunde des DFB-Pokal 2008/09 sichern.
Am 9. August trafen die „Hüpker“ in der ersten Runde auf den Erstligisten Borussia Mönchengladbach. Aufgrund des geringen Platzangebots auf der Rußheide wurde das Spiel in der SchücoArena ausgetragen. Vor 8.100 Zuschauern endete das Spiel mit einem 8:1-Sieg der Gladbacher. Torschütze für Fichte war der eingewechselte Sami Önen. Am letzten Spieltag der Landesligasaison 2008/09 sicherte sich der VfB Fichte unter Trainer Mark Sawkill durch einen 7:0-Sieg über die dritte Mannschaft von Arminia Bielefeld die Meisterschaft und profitierte vom 1:1 des direkten Konkurrenten FC Preußen Espelkamp beim FC Bad Oeynhausen. Die „Hüpker“ konnte sich jedoch nur für zwei Jahre in der Westfalenliga halten und musste in der Saison 2010/11 den Abstieg in die Landesliga hinnehmen.
Zwei Jahre später verpassten die „Hüpker“ nur aufgrund der schlechteren Torvdifferenz gegenüber dem Lokalrivalen VfL Theesen die Meisterschaft. In einer Relegationsrunde mit den anderen Landesliga-Vizemeistern verlor die Mannschaft zunächst in Ahlen mit 1:2 gegen Grün-Weiß Nottuln und stieg nach einem 4:2-Sieg nach Elfmeterschießen in Erwitte gegen den FC Lennestadt in die Westfalenliga auf. Nach zwei elften Plätzen rutschten die „Hüpker“ im Frühjahr 2016 auf den letzten Tabellenplatz hinab. Trainer Yorck Bergenthal wurde daraufhin durch Teammanager Christopher Gliniars ersetzt. Am letzten Spieltag reichte der Mannschaft ein 3:1-Sieg gegen den TuS Hiltrup nicht zum Klassenerhalt, da der direkte Konkurrent TSV Victoria Clarholz gleichzeitig gegen Grün-Weiß Nottuln gewann.

### Gegenwart (seit 2016)
Unter dem neuen Trainer Julian Hesse gelang mit fünf Punkten Vorsprung auf den SC Verl II der direkte Wiederaufstieg. Zur Saison 2017/18 kehrte der zuletzt beim SV Rödinghausen wirkende Mario Ermisch auf den Trainerposten zurück und gewann im Dezember 2017 mit den „Hüpkern“ durch einen 5:3-Sieg über Arminia Bielefeld II die Hallenstadtmeisterschaft. Der Klassenerhalt wurde am letzten Spieltag verpasst, als ein 4:1 gegen den Vizemeister SV Schermbeck nicht reichte. In der Saison 2018/19 wurde der direkte Wiederaufstieg zunächst verpasst. Am letzten Spieltag unterlag der VfB der zweiten Mannschaft des SC Verl, während sich der TuS Tengern durch einen 2:1-Sieg beim VfL Holsen den Titel sicherte. Für die „Hüpker“ folgte ein Entscheidungsspiel im neutralen Werl gegen den SC Obersprockhövel, welches nach Verlängerung 2:2 endete. Im Elfmeterschießen hielten die „Hüpker“ jedoch mit 4:3 die Oberhand und kehrten doch noch in die Westfalenliga zurück.
Drei Jahre später musste der VfB Fichte als abgeschlagener Tabellenletzter wieder in die Landesliga absteigen. Nachdem die „Hüpker“ auch in der Landesliga in die Abstiegszone rutschten, legte Trainer Philipp Willmann sein Amt im Oktober 2022 nieder. Am Saisonende wurde die Mannschaft abgeschlagener Tabellenletzter und wurde in die Bezirksliga durchgereicht. Der dritte Abstieg in Folge führte den Verein im Sommer 2024 in die Kreisliga A. Während der Saison sorgte der Verein bundesweit für Schlagzeilen, als Trainer Jan Kubovac während des Spiels bei FC Gütersloh II eine Stunde lang in der Toilette eingeschlossen war. Mit einer runderneuerten Mannschaft gelang den „Hüpkern“ bereits in der folgenden Saison 2024/25 ungeschlagen die Rückkehr in die Bezirksliga.

## Statistik

### Erfolge
- Teilnahme am DFB-Pokal: 2008/09
- Westfalenpokalfinalist: 2008
- Meister Verbandsliga Westfalen 1: 2001
- Meister Landesliga Westfalen 1: 2009, 2017
- Kreispokalsieger: 2002, 2005, 2006, 2007, 2008
- Sieger der Bielefelder Hallen-Stadtmeisterschaft: 1999, 2000, 2017[19]

### Saisonbilanzen
Grün unterlegte Platzierungen kennzeichnen einen Aufstieg während rot unterlegte Platzierungen auf Abstiege hinweisen.
| Saisonbilanzen 1999 bis 2011 |                     |       |       |       |        |
| Saison                       | Liga                | Level | Platz | Tore  | Punkte |
| 1999/2000                    | Verbandsliga, Gr. 1 | V     | 7.    | 54:37 | 45     |
| 2000/01                      | Verbandsliga, Gr. 1 | V     | 1.    | 64:27 | 62     |
| 2001/02                      | Oberliga Westfalen  | IV    | 7.    | 55:55 | 54     |
| 2002/03                      | Oberliga Westfalen  | IV    | 9.    | 49:48 | 43     |
| 2003/04                      | Oberliga Westfalen  | IV    | 4.    | 55:48 | 57     |
| 2004/05                      | Oberliga Westfalen  | IV    | 11.   | 57:65 | 43     |
| 2005/06                      | Oberliga Westfalen  | IV    | 18.   | 31:61 | 31     |
| 2006/07                      | Verbandsliga, Gr. 1 | V     | 8.    | 47:38 | 42     |
| 2007/08                      | Landesliga, Gr. 1   | VI    | 5.    | 41:39 | 48     |
| 2008/09                      | Landesliga, Gr. 1   | VII   | 1.    | 67:26 | 61     |
| 2009/10                      | Westfalenliga 1     | VI    | 13.   | 49:54 | 44     |
| 2010/11                      | Westfalenliga 1     | VI    | 15.   | 33:71 | 24     |
| 2011/12                      | Landesliga, Gr. 1   | VII   | 11.   | 42:59 | 33     |

| Saisonbilanzen seit 2012 |                       |       |       |               |               |
| Saison                   | Liga                  | Level | Platz | Tore          | Punkte        |
| 2012/13                  | Landesliga, Gr. 1     | VII   | 2.    | 056:041       | 57            |
| 2013/14                  | Westfalenliga 1       | VI    | 11.   | 039:068       | 31            |
| 2014/15                  | Westfalenliga 1       | VI    | 11.   | 046:052       | 38            |
| 2015/16                  | Westfalenliga 1       | VI    | 14.   | 037:051       | 32            |
| 2016/17                  | Landesliga, Gr. 1     | VII   | 1.    | 076:025       | 76            |
| 2017/18                  | Westfalenliga 1       | VI    | 14.   | 050:050       | 36            |
| 2018/19                  | Landesliga, Gr. 1     | VII   | 2.    | 058:024       | 59            |
| 2019/20                  | Westfalenliga 1       | VI    | 14.   | abgebrochen 1 | abgebrochen 1 |
| 2020/21                  | Westfalenliga 1       | VI    | –     | annulliert 2  | annulliert 2  |
| 2021/22                  | Westfalenliga 1       | VI    | 18.   | 40:108        | 13            |
| 2022/23                  | Landesliga 1          | VII   | 18.   | 028:099       | 13            |
| 2023/24                  | Bezirksliga 2         | VIII  | 14.   | 036:067       | 25            |
| 2024/25                  | Kreisliga A Bielefeld | IX    | 1.    | 134:031       | 84            |

## Umfeld

### Stadion

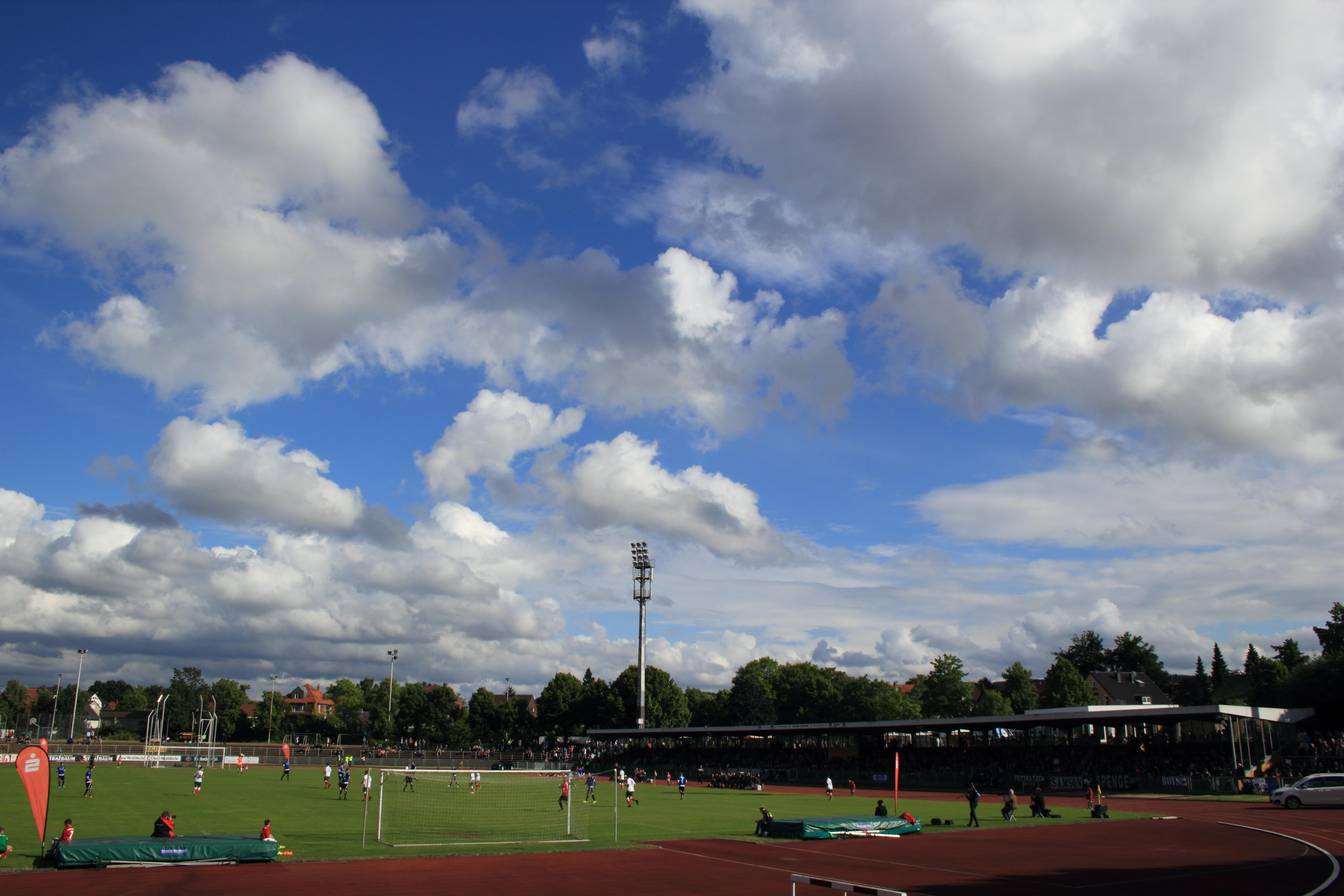
161. Stadt-Derby zwischen dem VfB Fichte und Arminia Bielefeld am 23. Juni 2013 im Stadion Rußheide

Der VfB Fichte Bielefeld trägt seine Heimspiele im rund 12.000 Zuschauer fassenden Stadion Rußheide aus. Das Stadion wurde in den späten 1960er Jahren gebaut und wurde im Juli 1970 eröffnet. Zuvor befand sich auf dem Gelände das 1927 eröffnete Stadion Mühlenstraße. Die Baukosten für Bielefelds erste „leichtathletische Großkampfbahn“ beliefen sich auf etwa 2,9 Millionen Mark. Nachdem Bielefeld 1975 zu einem Bundes- und Landesleistungsstützpunkt der Leichtathletik geworden war, bekam das Stadion eine neue Laufbahn und die Haupttribüne wurde überdacht. Neben den Rasenplatz gibt es noch eine Hartplatz, der ab August 2014 in einen Kunstrasenplatz umgebaut wurde.
Die Rußheide war seit der Eröffnung die Heimstätte der beiden Stammvereine VfB 03 und der SpVgg Fichte 06/07. Der VfB 03 spielte zunächst auf einem Sportplatz an der Theesener Straße und zog 1924 in die neu erbaute VfB-Kampfbahn an der Heeper Straße um. Neben der Rußheide nutzt der Verein noch einen Kunstrasenplatz an der Ravensberger Straße, der neben den Bielefelder Finanzämtern liegt. Hier spielen die zweite Mannschaft und die Jugendmannschaften. Nach Fertigstellung des Kunstrasenplatzes an der Rußheide sollen auch diese Mannschaften dort spielen.

### Weitere Mannschaften

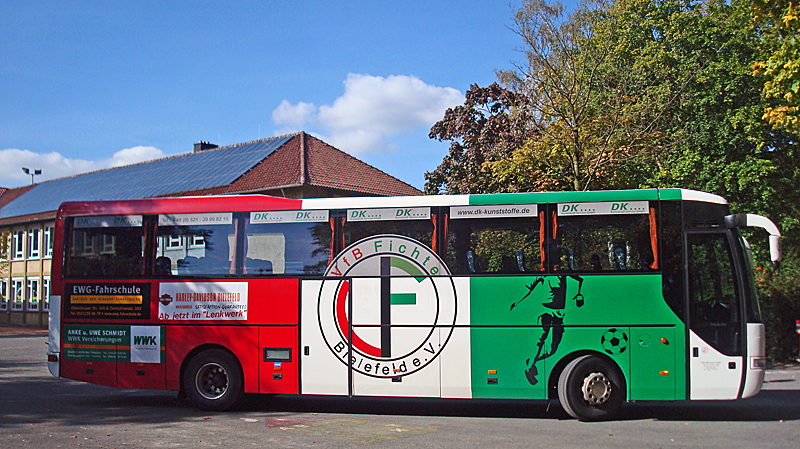
Bus des VfB Fichte

Die zweite Mannschaft startete nach der Fusion in der Landesliga, stieg jedoch dreimal in Folge ab. In der Saison 2003/04 kehrte die Mannschaft noch einmal in die Bezirksliga zurück, ehe die Mannschaft im Jahre 2013 in die Kreisliga C, der untersten Spielklasse abstieg. Zehn Jahre später gelang der Wiederaufstieg in die Kreisliga B.
In der Saison 2021/22 spielen die A-Junioren in der Bezirksliga, alle anderen Nachwuchsmannschaften treten auf Kreisebene an.
Seit 2009 gibt es eine Frauenmannschaft. Diese gewann in der Saison 2013/14 alle Meisterschaftsspiele und schaffte damit den Aufstieg in die Bezirksliga. Nach nur einem Jahr folgte der Abstieg in die Kreisliga, dem der direkte Wiederaufstieg folgte. Aber erneut musste die Mannschaft direkt wieder absteigen.

### Fans
Mit dem Aufstieg in die Oberliga Westfalen im Jahre 2001 bildete sich mit dem Kommando VfB Fichte ein Fanclub. Die Mitglieder waren politisch eher links orientiert und zeichneten sich die selbst kreierte Fanartikel aus. So wurden beispielsweise die Flaggen von Italien oder Ungarn wegen der Farbkombination grün-weiß-rot für den VfB Fichte verwendet. Mit dem freiwilligen Rückzug in die Landesliga im Jahre 2007 löste sich der Fanclub wieder auf. Die Anhänger des VfB Fichte stehen rechts der Haupttribüne. Viele davon suchten einen Gegenpol zur in der Stadt allgegenwärtigen Arminia. Beim Halbfinalspiel im Westfalenpokal 2008, wo der Einzug in den DFB-Pokal gelang, vergruben VfB-Fichte-Fans hinter dem Tor, wo das Elfmeterschießen stattfand, eine Ein-Cent-Münze.
Den höchsten Zuschauerschnitt verzeichneten die „Hüpker“ in der Oberligasaison 2001/02, als durchschnittlich 441 Zuschauer die Stadiontore passierten. Auch wenn die einst bestehende Rivalität zwischen dem Stammverein VfB Fichte und der Arminia schon lange nicht mehr besteht sehen viele Anhänger der „Hüpker“ die Arminia als Rivalen. Dies wird durch Schmähgesänge wie „Im Osten geht die Sonne auf, im Westen unter!“ angedeutet, eine Anspielung auf die geographische Heimat der Vereine in der Stadt.

## Persönlichkeiten

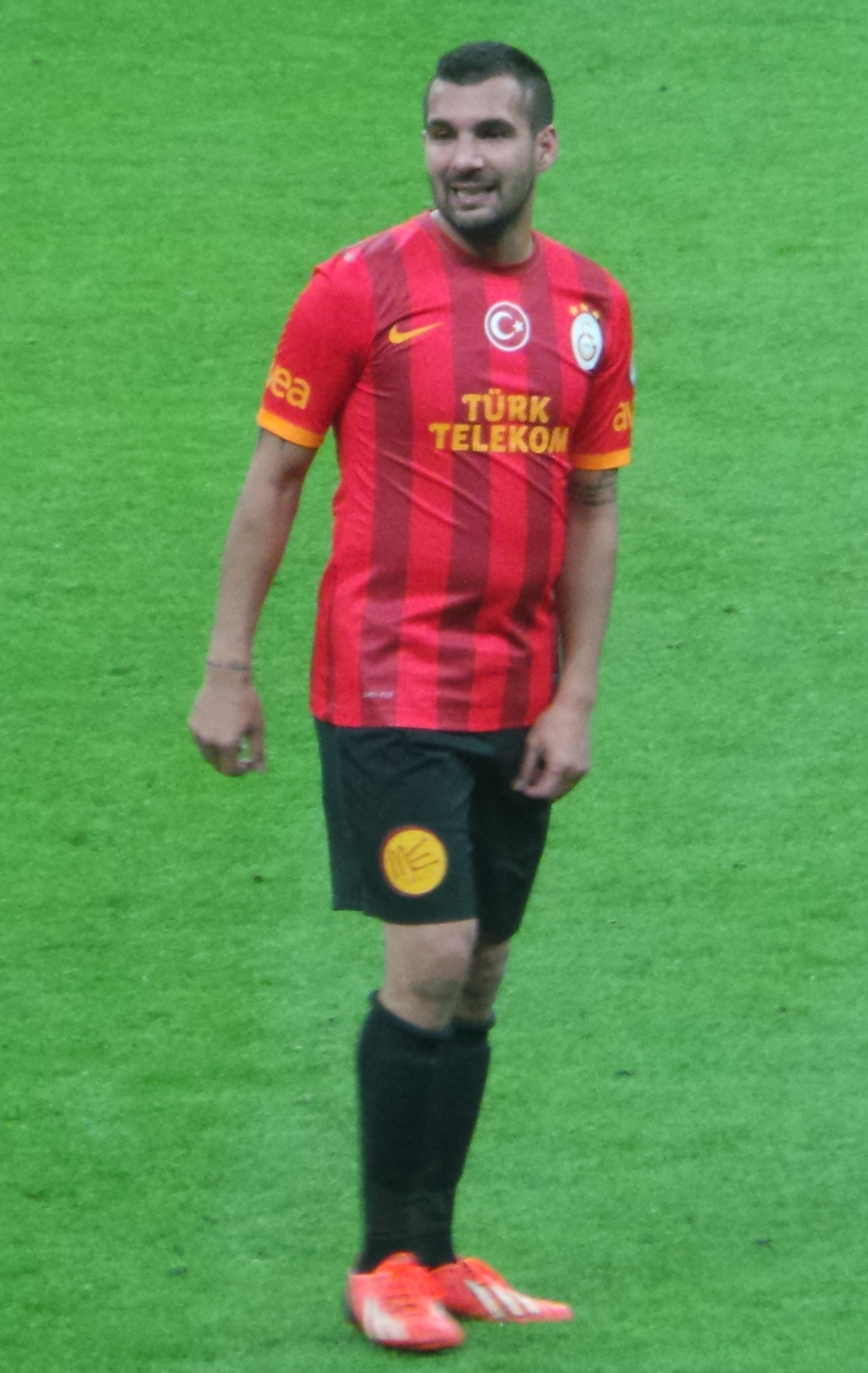
Engin Baytar wurde türkischer Nationalspieler

### Spieler
- Furkan Ars
- Engin Baytar
- Aleksei Belov
- Karsten Bremke
- Josef Çınar
- Hakan Erdem
- István Gál
- Aytürk Geçim
- Philipp Heithölter
- İlham Məmmədov
- Vidoje Matić
- Nick Mdoreuli
- Christian Müller
- Uğur Pamuk
- Josip Rašić
- Kadir Sentürk
- Muhammet Sözer
- Uli Stein
- Berkay Yilmaz

### Trainer
- 1999 bis 2004: Mario Ermisch
- Juni bis Okt. 2004: Armin Perrey
- Okt. 2004 bis 2005: Jörg Weber
- Juni bis Nov. 2005: Holger Wortmann
- Nov. 2005 bis Okt. 2006: Sven Moning
- Okt. 2006 bis 2007: Yorck Bergenthal
- 2007 bis Sep. 2010: Mark Sawkill
- Sep. 2010 bis 2011: Ivan Pachecho
- Juli bis Nov. 2011: Olaf Sieweke
- 2013 bis Apr. 2014: Arsenije Klisuric
- Apr. 2014 bis Apr. 2016: Yorck Bergenthal
- Nov. bis Juli 2016: Christopher Gliniars
- 2016 bis 2017: Julian Hesse
- 2017 bis 2020: Mario Ermisch
- 2020 bis Okt. 2022: Philipp Willmann
- Okt. bis Dez. 2022: Jan Kubovic
- Dez. 2022 bis Jun. 2023: Bastian Metzdorf
- Jul. bis Nov. 2023: André Mäller
- Dez. 2023 bis Feb. 2024: Jan Kubovic
- Feb. 2024 bis lfd.: Ferhat Kilinc